# Карачарово (стоянка)
Карачарово — археологический памятник, стоянка эпохи палеолита в Муромском районе Владимирской области. Находится близ одноимённого пригорода города Мурома на левом берегу реки Оки. Первый в России научно исследованный верхнепалеолитический памятник.
Точные размеры памятника и его современное состояние неизвестны. Стоянка исследовалась в 1877—1878 гг. А. С. Уваровым. Им были найдены кремнёвые орудия, нуклеусы, отщепы, фаунистические остатки. Орудия изготовлены из валунного кремня коричневого, жёлтого, табачного цветов преимущественно на пластинах, реже — на отщепах. Среди орудий — боковые, угловые и срединные резцы, скребки, ножи, пластины, в том числе с подработкой ретушью, острия и т. д. Нуклеусы преимущественно небольших размеров. Во время обследования стоянки также были найдены крупные нуклевидные предметы из галек, предназначенные для снятия пластин и отщепов. Отдельные орудия имеют обработку двухсторонней ретушью. Для стоянки характерно наличие пластин с изогнутым профилем. Среди фаунистических остатков были обнаружены кости мамонта, шерстистого носорога, северного оленя. Найденные на стоянке предметы пополнили коллекции Музея антропологии и этнографии РАН и Государственного исторического музея.
Кроме стоянки Карачарово к гмелинскому интерстадиалу (23000—21000 лет назад) в центре Восточно-Европейской равнины относятся стоянки: Зарайская, Гагарино, Пенская, Чулатово 1, Костёнки 11 слой 2, Костёнки 21 слой 3, Костёнки 5 слой 3, Костёнки 4 слои 1 и 2, слой Костёнок 1 комплексы 1-4, Костёнки 13, Костёнки 18, Костёнки слой 1, Елисеевичи 1 и Елисеевичи 2, Октябрьское 2 слой 1, Новгород-Северская, Клюсы, Авдеевская комплексы 1 и 2.